# Portuno

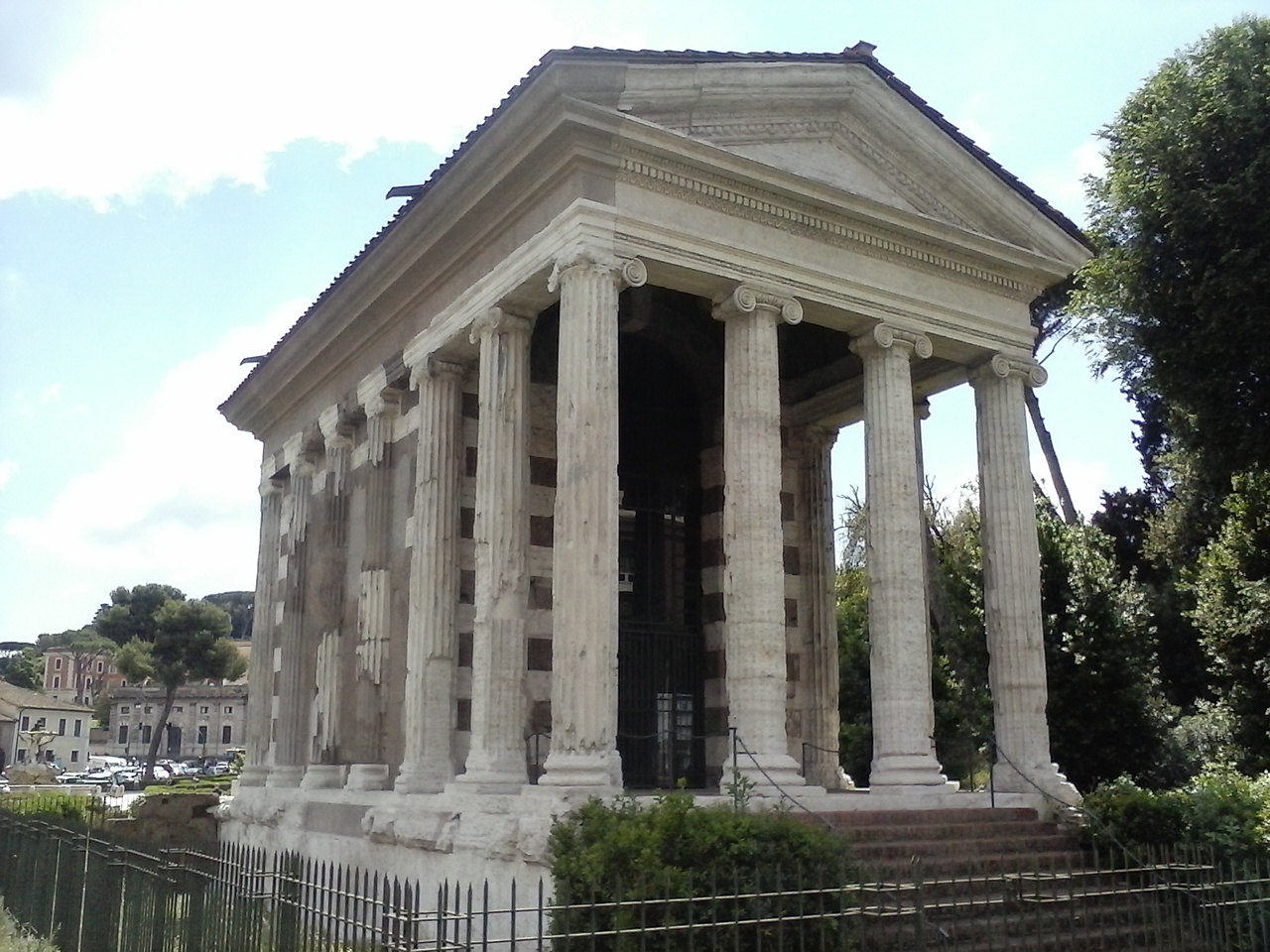
Templo de Portuno, Roma.

Portuno (Portunus o Portumnus, en latín) era, en la mitología romana, el dios de las llaves y puertas y de la ganadería, así como el protector de los almacenes de grano. Probablemente por la asociación entre la palabra porta ('puerta') y portus ('puerto'), la 'puerta de entrada' a la mar, Portuno más tarde se combinó con el dios Palemón y se convirtió en un dios principalmente de las puertas y los puertos. En el adjetivo latino importunus su nombre se aplicó a las ondas a destiempo y el clima y los vientos contrarios, y ha derivado al español en el verbo «importunar».
Su fiesta se celebraba el 16 de agosto, el decimoséptimo día antes de la calendas de septiembre: las Portumnalia, una ocasión de menor importancia en el año romano. En este día, las llaves eran arrojadas al fuego para buscar la buena suerte de una manera muy solemne y lúgubre. Su atributo era una llave y su templo principal en la ciudad de Roma, el templo de Portuno, se encontraba en el Foro Boario.

## Estudios modernos sobre Portuno

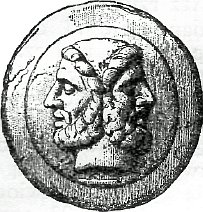
Algunos estudiosos han asociado a Portuno con Jano.

Portuno estuvo representado iconográficamente con las llaves en la mano, como protector de las puertas. Este aspecto del dios ha hecho que algunos estudiosos consideren que Portuno pueda ser un duplicado o una «especialización» de Jano. De acuerdo con Georg Wissowa el sentido de protector de los puertos es sólo una función secundaria, mientras que el original sería la protección de los ingresos. El punto de vista de Wissowa es compartido por Kurt Latte, mientras que para Albert Grenier Portuno es un genio de la navegación, y es él mismo una especie de Jano, porque el puerto es una especie de puerta. Paul Fabre, de una manera similar, afirma que Portuno es una derivación de Jano y originalmente estaría especializado en la protección del puerto de Roma. Georges Dumézil, sin embargo, rechaza esta asimilación, y considera que es un proceso secundario derivado de la proximidad de las funciones de las dos deidades.

## Etimología y significado original
Según Dumézil, las palabras portus y porta (de donde proviene el nombre del dios), serían herederas de una raíz indoeuropea * protu-.
Según la tesis de Giuliano Bonfante, también recogida más tarde por Georges Dumézil, Portuno fue el dios de los cruces de agua, es decir, de los vados, y esta interpretación se remontaría a cuando los antepasados de los latinos vivían en aldeas de palafitos en la Europa Central. En ese contexto, el acceso a la aldea habría sido un puerto (para el atraque de embarcaciones) y una puerta (para la entrada a la aldea).